# Jean-Luc Desfoux
Jean-Luc Desfoux est un dirigeant français de basket-ball, élu président de la Ligue nationale de basket-ball en 2010.
Notaire de profession, il entre à la LNB en 2002 et devient vice-président chargé des finances depuis 2003. Il est élu président de la LNB le 25 octobre 2010, succédant ainsi à René Le Goff, décédé. Il est remplacé à cette fonction en juin 2011 par Alain Béral. Il a été joueur à Évreux, entraîneur à Ouistreham puis président du Caen Basket Calvados lorsque le club évoluait en Pro B.
Il meurt le 19 janvier 2014 à l'âge de 57 ans.